# Neugraben-Fischbek
Neugraben-Fischbek è un quartiere (Stadtteil) di Amburgo, appartenente al distretto (Bezirk) di Harburg.

## Storia
Nel 1937 la cosiddetta "legge sulla Grande Amburgo" decretò la cessione dei comuni di Fischbek e di Neugraben dalla Prussia al Land di Amburgo.